# Jinxx
Jeremy Miles Ferguson, mais conhecido pelo seu nome artístico Jinxx (Webster, 7 de janeiro de 1986), é um guitarrista, compositor e violinista americano. Atualmente é guitarrista da banda de rock Black Veil Brides.

## Biografia e carreira
Jeremy ingressou no Black Veil Brides em meados de 2009, quando Andy Biersack foi reformar sua banda em Hollywood, Califórnia. Ele também tocou nas bandas The Dreaming, Amen, Team Cybergeist e The Drastics. Jeremy começou a fazer shows ao vivo com seu pai com oito anos de idade. Ferguson também toca violino e piano, e já contribuiu como violinista e pianista em algumas canções de Black Veil Brides. Como violinista e pianista, ele é fortemente influenciado pela música clássica e compositores clássicos como Bach e Beethoven.

## Vida Pessoal
Jinxx tem um irmão mais velho, Travis, do primeiro casamento de sua mãe, ele também ensinou Jinxx a tocar guitarra. No dia 21 de Junho de 2011, Jinxx pediu a mão de sua namorada Sammi Doll, e anunciou via Twitter que ela disse "Sim". No mesmo dia do noivado, Sammi Doll postou via Twitter a foto do seu anel de noivado. Jinxx e Sammi se casaram no dia 20 de Outubro de 2012; a cerimonia e a recepção aconteram em um castelo em Hollywood Hills.
Em meados de 2013, Sammi Doll anunciou em seu Twitter que não era mais casada. Ainda não está claro porque eles se divorciaram.
Jinxx casou-se com a atriz e dançarina do West End Theatre Alice Mogg em 16 de setembro de 2018 em Londres. Ela é sobrinha do cantor Phil Mogg, da banda de rock UFO, e irmã de Nigel Mogg, ex-baixista do The Quireboys.
Em 2 de dezembro de 2019, Jinxx postou em seu Instagram confirmando que tem epilepsia. Um dia depois, ele postou outra mensagem agradecendo a todos pela resposta positiva que recebeu após revelá-la. Desde então, ele dirigiu alguns leilões de algumas de suas memorabilia da turnê de Black Veil Brides, das quais parte dos lucros foram doados para a Epilepsy Foundation. Jinxx foi diagnosticado com epilepsia aos 27 anos, depois de experimentar uma convulsão tônica clônica no palco, Jinxx lutou por anos para encontrar o medicamento que funcionava para ele. Foi relatado que agora ele está livre das crises desde agosto de 2019.

## Equipamento
Guitarras
Evaline Ouija board (vista no clipe "Perfect Weapon")
B.C Rich Pro X Bich (Vista nos clipes "The Legacy", "Fallen Angels" e "Rebel Love Song")
B.C Rich Pro Bich double neck (Também vista no clipe "The Legacy")
B.C Rich Jinxx Signature Pro X Bich (Vista no clipe "Coffin")
Schecter Jinxx Blackjack SLS Solo-6 FR
Amplificadores
Fuchs custom head (basead off Marshall JCM 800)
Marshall JCM 800 head
Kemper Profiling amp
Peavey 6505 head
Peavey 6505 412 cabinet
Violinos
Red S-shaped violin from gear4music